# Olesicampe nematorum
Olesicampe nematorum är en stekelart som först beskrevs av Tschek 1871.  Olesicampe nematorum ingår i släktet Olesicampe och familjen brokparasitsteklar. Inga underarter finns listade i Catalogue of Life.